# Scytodes subadulta
Espèce
Scytodes subadulta est une espèce d'araignées aranéomorphes de la famille des Scytodidae.

## Distribution
Cette espèce est endémique des îles Aru dans les Moluques en Indonésie.

## Description
La carapace de la femelle subadulte holotype mesure 3 mm de long sur 2,1 mm et l'abdomen 3,5 mm

## Publication originale
- Strand, 1911 : Araneae von den Aru- und Kei-Inseln. Abhandlungen der senckenbergischen naturforschenden Gesellschaft, vol. 34, p. 127-199 (texte intégral).